# Colyttus lehtineni
Colyttus lehtineni är en spindelart som beskrevs av Zabka 1985. Colyttus lehtineni ingår i släktet Colyttus och familjen hoppspindlar. Inga underarter finns listade i Catalogue of Life.